# Coromoro (ort)
Coromoro är en ort i Colombia.   Den ligger i departementet Santander, i den centrala delen av landet, 220 km nordost om huvudstaden Bogotá. Coromoro ligger 1 530 meter över havet och antalet invånare är 1 010.
Terrängen runt Coromoro är bergig österut, men västerut är den kuperad. Coromoro ligger nere i en dal. Runt Coromoro är det glesbefolkat, med 15 invånare per kvadratkilometer. Coromoro är det största samhället i trakten. I omgivningarna runt Coromoro växer i huvudsak städsegrön lövskog.